# Amiral Ouchakov (destroyer)
Pour les autres navires du même nom, voir Amiral Ouchakov.
L'Amiral Ouchakov (anciennement Besstrachny jusqu'en 2004) est un destroyer lance-missiles de la classe Sovremenny (projet 956A) en service dans la marine soviétique puis russe.

## Historique
Sa quille est posée le 6 mai 1988, il est lancé le 19 janvier 1991 par Severnaïa Verf à Léningrad et mis en service le 30 décembre 1993.
De 2000 à 2004, le Besstrashny fait l'objet de réparations dans la ville de Severodvinsk. En 2004, le navire est renommé Amiral Ouchakov et des relations de patronage sont établies avec la république de Mordovie.
Le 9 juin 2016, l'Amiral Ouchakov mène un exercice de feu réel en mer de Barents, notamment un combat avec un navire de surface, engageant de petites cibles rapides et des mines marines flottantes. Les affûts d'artillerie AK-130 et AK-630 sont impliqués dans les tirs.
En mai 2018, il mène des tirs d'artillerie sur des cibles côtières. L'exercice implique des systèmes d'artillerie de calibre principal et deux affûts d'artillerie AK-130. Les artilleurs parviennent à éliminer une cible sur le rivage à une distance de plus de 10 kilomètres. Le navire rencontre de graves problèmes de propulsion en 2018 et sa démolition est envisagé. Cependant, son système de propulsion est réparé et certains systèmes électriques remplacés. Le navire est remis en service en août 2021 et participe à l'exercice Zapad-21 aux côtés de la frégate Amiral Kassatonov,,.

## Galerie

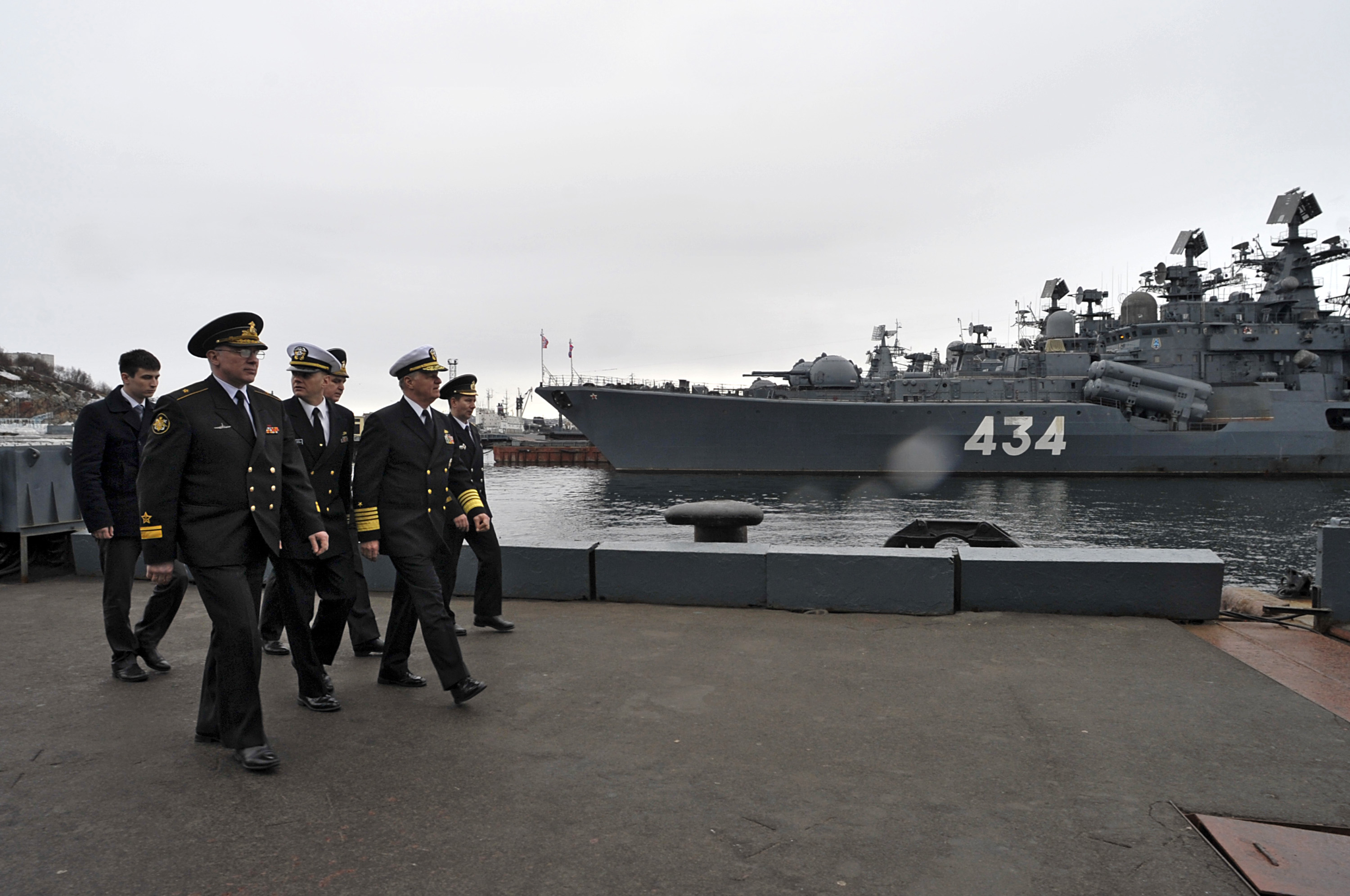
L'Amiral Ouchakov à Severomorsk le 15 avril 2011.
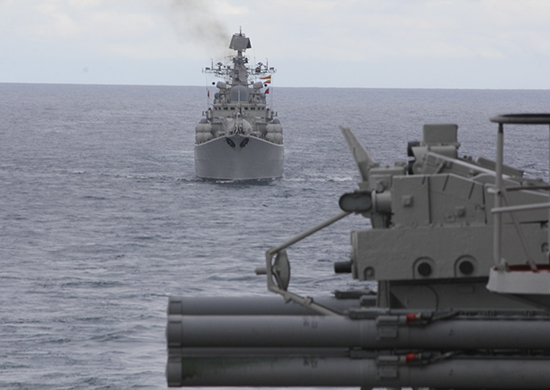
L'Amiral Ouchakov en mer de Barents lors d'exercices en juin 2021.
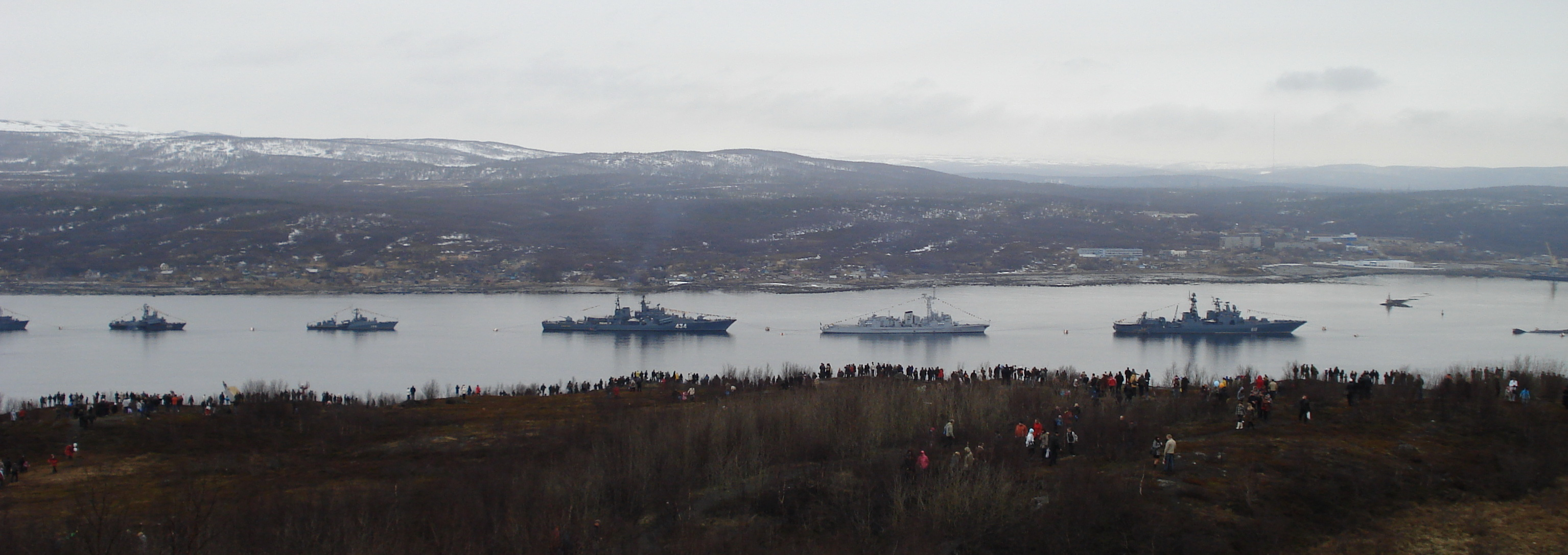
L'Amiral Ouchakov à Severomorsk en 2011.